# 皮耶尔保罗·弗拉蒂尼
皮耶尔保罗·弗拉蒂尼（義大利語：Pierpaolo Frattini，1984年2月23日—），意大利男子赛艇运动员。他曾代表意大利参加世界赛艇锦标赛，获得一枚金牌和二枚银牌。他也曾参加2004年、2012年和2016年夏季奥运会。